# Parasemidalis fuscipennis
Parasemidalis fuscipennis is een insect uit de familie van de dwerggaasvliegen (Coniopterygidae), die tot de orde netvleugeligen (Neuroptera) behoort. 
De wetenschappelijke naam Parasemidalis fuscipennis is voor het eerst geldig gepubliceerd door Reuter in 1894.